# Ferdinand Christoph Harpprecht
Ferdinand Christoph Harpprecht (* 3. Juni 1650 in Tübingen; † 9. November 1714 ebenda, Herzogtum Württemberg) war ein Württemberger Rechtswissenschaftler der Frühen Neuzeit.

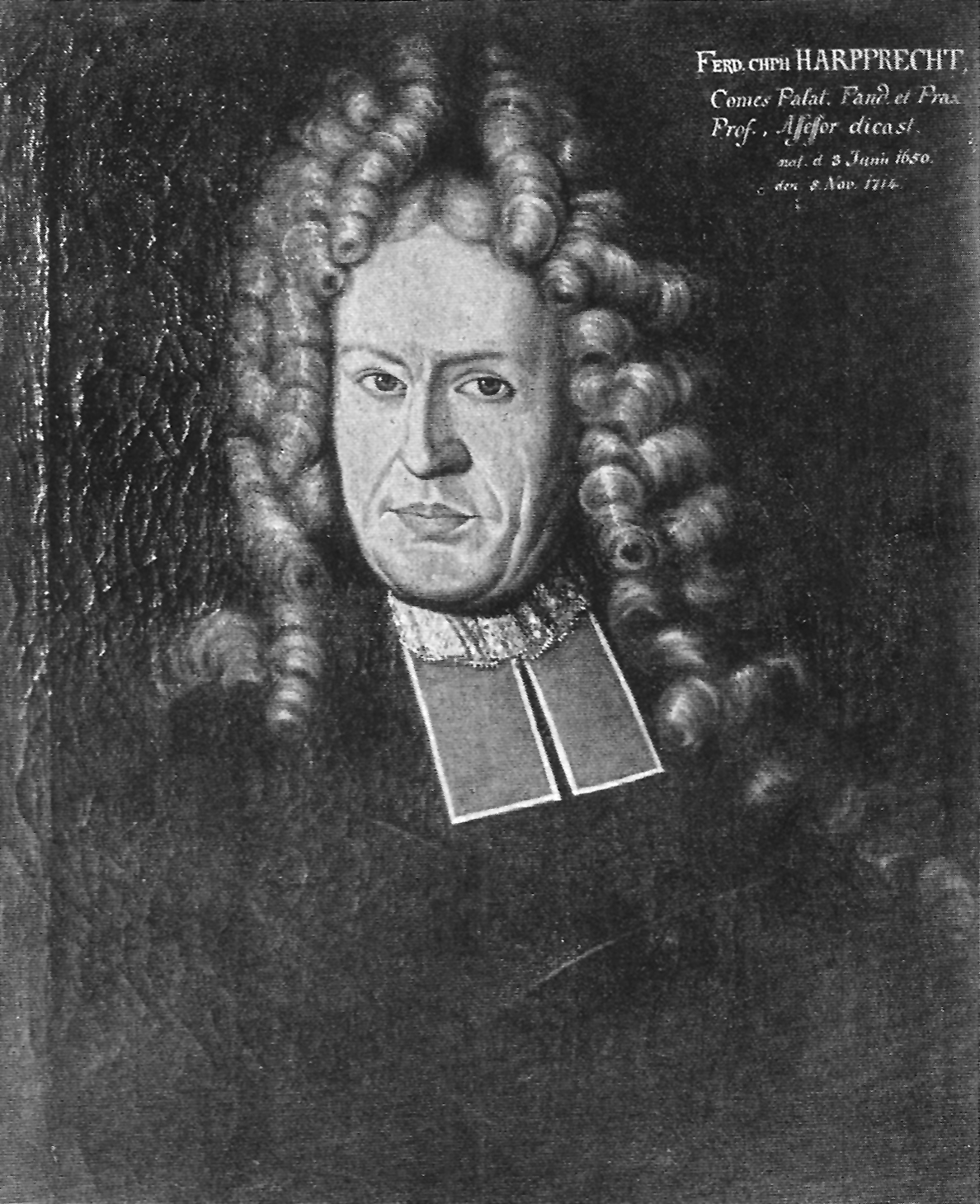
Ferdinand Christoph Harpprecht (Gemälde in der Tübinger Professorengalerie)

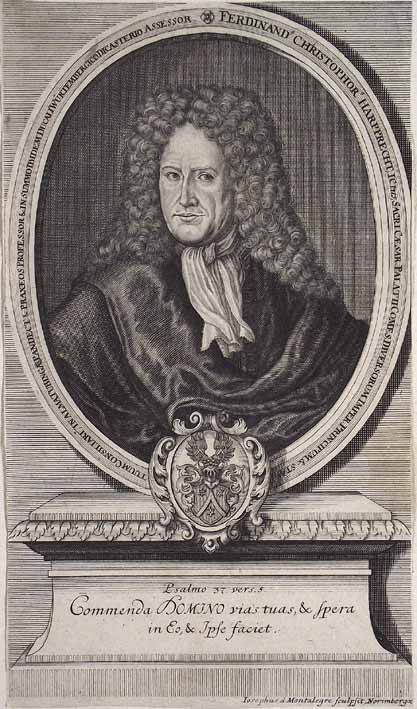
Ferdinand Christoph Harpprecht

## Leben
Ferdinand Christoph Harpprecht wurde als Sohn des Johann Christoph Harpprecht und der Anna Maria (1629–1672, Tochter des Jura-Professors Martin Neuffer) in Tübingen geboren. Nachdem er an der Eberhard Karls Universität Tübingen Philosophie, Rechtswissenschaften und Kirchenrecht studiert hatte, wurde er 1673 zum Doctor iuris utriusque promoviert.
Während seines Studiums setzte sich Ferdinand Christoph Harpprecht diskursiv mit den Paradigmen Wolfgang Adam Lauterbachs auseinander, einem der bedeutendsten Juristen des usus modernus pandectarum in jenen Jahren in Württemberg. Lauterbachs Theorien prägten Harpprecht entschieden.
Nach seinen Examina und seiner Promotion zum Doktor beider Rechte, wirkte Harpprecht für fünf Jahre als Anwalt in eigener Kanzlei. Es wird überliefert, er habe nur zwei Prozesse in jenen Jahren verloren. Herzog Friedrich Karl berief Harpprecht zum Sachwalter. In dieser Aufgabe begleitete Harpprecht seinen Herzog am 4. August 1677 an den Kaiserlichen Hof nach Wien. Es ist das Verdienst von Harpprechts Verhandlungsgeschick, dass Herzog Friedrich Karl im November desselben Jahres vom Kaiser in Wien die Vormundschaft für Eberhard Ludwig erhielt und damit die Regentschaft für Eberhard Ludwig und somit die Administration des Herzogtums Württemberg.
Zur Würdigung seines Verhandlungsgeschicks ernannte Herzog Friedrich Karl Harpprecht am 27. Dezember 1677 zu seinem Herzoglichen Geheimen Rat.
Am 28. Mai 1678 wurde er zum Juraprofessor an der Universität Tübingen ernannt. Die Wahl, die auf des Herzogs Empfehlung stattfand, endete einstimmig für ihn. Seit dem gleichen Jahr fungierte er auch als Rat des Grafen von Wolkenstein. Später wurde er in Mömpelgart Bevollmächtigter und tätigte dort 1680 als solcher im Namen des Herzogs Geschäfte. Zum Hofgerichtsassessor wurde Harpprecht am 18. Oktober 1688 ernannt, außerdem ernannte man ihn zum Pfalzgraf.
Harpprechts Vorlesungen an der Universität wurden reich besucht, auch von Menschen anderer Länder. Zudem wurde ihm mehrmals aufgetragen, Rechtsgutachten zu erstellen. Aufgrund seiner Fähigkeiten erhielt er Lehrangebote von den Universitäten Heidelberg, Frankfurt an der Oder, Helmstedt und Gießen, welche er allerdings nicht annahm. Die Tübinger Universität, der er treu blieb, setzte ihn zwischen 1683 und 1714 sieben Mal als ihren Rektor ein.
Seine Werke waren sehr beliebt. Er verfasste daneben etwa 90 Disputationen. Dabei behandelt er bevorzugt das römische Zivilrecht und Erbrecht. Neben seinen juristischen und universitären Tätigkeiten befasste er sich mit Theologie, angeregt wurde er dabei durch seinen Vater Johann Christoph und seinen Bruder Mauritius David. Er las theologische Schriften und soll bis zum Jahr 1703 seine Handbibel 29 Mal durchgelesen haben, sodass er große Teile des alten und des neuen Testamentes auswendig wusste. Jeden Morgen und Abend hat er außerdem geistliche Gesänge gehalten. Harpprechts letzter Wunsch war es, das Kirchenlied Was Gott thut, das ist wohlgethan zu hören. Dann starb er am Morgen des 9. November 1714 in Tübingen.
Johann August Ritter von Eisenhart beschreibt Harpprecht als „gewinnende Persönlichkeit von vornehmem Aeußern und hübschen, ebenmäßigen Gesichtszügen“.

## Familie
Ferdinand Christoph Harpprecht entstammte einer württembergischen Juristenfamilie. Deren Stammvater Johannes Christoph Harpprecht (1560–1639) war ein Sohn des gleichnamigen Landwirts († 1564). Dessen Sohn Christoph (1596–1637) wirkte als Jurist, Christophs Sohn Johann Christoph Harpprecht ist der Vater von Ferdinand Christoph. Er hat außerdem einen bekannten Bruder, Mauritius David Harpprecht, Vater des Johann Heinrich Freiherr von Harpprecht.
Ferdinand Christoph schloss zwei Ehen:
1. 3. Oktober 1673 in Tübingen mit Anna Magdalena († 1682), Tochter des Mediziners Georg Balthasar Metzger
2. 9. Juni 1683 in Tübingen mit Marie Magdalena (1663–1727), Tochter des Juristen David Scheinemann

Beiden Ehen entstammen 15 Kinder, der ersten der Jurist Georg Friedrich Harpprecht, dessen Sohn Christoph Friedrich Harpprecht war ebenfalls Jurist. Ein weiterer Sohn Ferdinands war Johannes (1693–1750), Tübinger Bürgermeister und Vater des Christian Ferdinand Harpprecht. Zu seinen Nachfahren gehört auch der Schriftsteller und Filmproduzent Klaus Harpprecht.

## Schriften
- Consilia Tubingensia. 3 Bände. Tübingen 1695–1701.
- Responsa juris civ. et crim. 6 Bände, Tübingen 1701.
- Consultationes crimin. et civiles. 2 Bände. Tübingen 1710–1712; (Bd. 1: Digitalisat, Bd. 2: Digitalisat)
- Dissertationes academicae. Tübingen 1692–1737; Sammlung der Dissertationen; (Digitalisat)